# نوكيا X1-00
نوكيا إكس1-00 كان هاتف منخفض التكاليف، من شركة نوكيا. تم إطلاقه في عام 2011.

## الموصفات
يحتوي هاتف نوكيا إكس1-00 على إذاعة إف إم ومصباح يدوي, ولاكنه يفتقر إلى كاميرا, بلوتوث، نظام التموضع العالمي، جي بي آر إس, أو أي نوع آخر من البيانات الخلوية.